# Börje Sandelin
Börje Axel Thure E:son Sandelin, född 30 augusti 1926 i Hällekis, Österplana, död 15 maj 1970 i Stockholm, var en svensk grafiker, målare och tecknare och författare.

## Biografi
Börje Sandelin var son till civilingenjören Gustav Erland Sandelin och Ruth Sandberg och dotterson till godsägaren och konstnären Axel Theofron Sandberg. Han var gift i första äktenskapet 1951–1955 med konstnären Eva Margareta Gehlin och i andra äktenskapet 1962–1969 med läraren Signe Ingeborg Nilsson.
Han växte upp först i Hällekis och senare i Askersund. Uppväxten var strulig med problem i skolgången på flera skolor. I Askersund kom Sandelin i kontakt med konstnären Folke Dahlberg, vilken ledde in honom på konstnärsbanan och han började få lektioner i 15-årsåldern av Dahlberg och Gustaf Fjæstad. Han fortsatte därefter sina studier en termin vid Tekniska skolans avdelning för dekorativt måleri 1941 och ett år vid Otte Skölds målarskola i Stockholm 1943–1944 innan han blev antagen som elev vid Kungliga Konsthögskolan i Stockholm 1946–1952. På Konsthögskolan hade han först på målarlinjen Fritiof Schüldt och Sven X:et Erixson som lärare, och senare på grafiklinjen Harald Sallberg. Sandelin insjuknade i tbc vid en studieresa till Paris 1949, och han vårdades därefter ett par års tid på olika sanatorier omväxlande med perioder av intensivt skapande. När han avslutade sin tid vid Konsthögskolan tilldelades han Kungastipendiet och kunde därigenom genomföra en studieresa till Spanien och Nordafrika, senare studieresor ledde till Paris och Nederländerna. Han tilldelades Folket i Bilds konstklubbs grafikstipendium 1953 och Maria Leander-Engström stipendiet 1956.
Han debuterade år 1951 på Lilla Galleriet i Stockholm och ställde ut grafiska verk, merparten torrnålsgravyrer, och har sedan återvänt till samma galleri flera gånger 1954–1961.Han ställde även ut separat i bland annat Göteborg, Västerås, Köpenhamn, Örebro, Uppsala,Linköping och Helsingfors. Tillsammans med Sven Skald ställde han ut i Göteborg och tillsammans med Per-Erik Ekelund ställde han ut i Borås samt med Olle Hanspers och Bengt Lissegårdh i Gävle. Han medverkade ett flertal gånger i Nationalmuseums utställning Unga tecknare sedan 1946 och Örebro läns konstförenings utställning Länets konst sedan 1950. Han var representerad i utställningen Nordisk grafik på Liljevalchs konsthall, Nordiska konstförbundets utställningar i Bergen och Oslo, grafikbiennalen i Ljubljana och Grafiska sällskapets utställningar i Sverige och utlandet. Sedan slutet av 1950-talet blev han en flitig skribent av aforismer och poetiska bidrag som publicerades i Lyrikvännen, Konstvännen, Clarté, Svenska Dagbladet och andra tidskrifter. Han utgav 1963 den illustrerade diktsamlingen Ristningar som följdes av Granarna 1964 dessutom har han skrivit en bok om Ödekyrkan i Svenneby och som konstskriftställare medarbetade han i tidskrifter med artiklar om konstnärer som konstnärligt var besläktade med honom.
Hans tidiga bilder är hämtade med motiv från Tivedskogarnas ensamhet med romantiska skymningslandskap i en sekelskiftesatmosfär, senare bilder visar upp sagofigurer, gycklare och komedianter, kvinnor i vardagliga interiörer, landskap, stadsmiljöer och några porträtt huvudsakligen utförda i teckning eller grafik.På grund av sin struliga skolgång under uppväxtåren refererar hans konst ofta till hans besvärliga uppväxt och utanförskap som återges med ett vemodsdrag. Som stafflikonstnär arbetade han med olja, akvarell eller lavering men hans produktion är mycket sparsam. Som illustratör utförde han bland annat vinjetterna till Bo Setterlinds samling Eviga böner 1956 och Harry Martinsons Förlorade sonen samt Lennart Hellsings diktsamling Sandstoder. Bland hans mindre uppdrag kan nämnas att han var lärare i teckning vid Gerlesborgsskolans sommarkurs i Grekland 1961 och att han medverkade i radio med de egna programmen Kura skymning 1959 och Dagboken 1963. TV producerade 1960 filmen Si drömmaren och En torrnålsgravör 1963 som båda tar upp Sandelins grafik. Sandelin finns representerad vid Nationalmuseum, Moderna museet i Stockholm, Nasjonalgalleriet i Oslo, Ateneum i Helsingfors, Boston Museum of Fine Arts, Malmö museum, Norrköpings konstmuseum, Örebro läns museum, Östergötlands museum, Borås konstmuseum, Värmlands museum och Örebro läns landsting..
Börje Sandelin är begravd på Hönsäter kyrkogård.

## Bokillustrationer i urval
- Vinjetter till Bo Setterlind: Eviga böner (Malmö, 1956)
- Teckningar till Harry Martinson: Förlorade sonen och andra berättelser (1956)
- Omslag och teckningar till Lennart Hellsing: Sandstoder (1957)
- Teckningar till Herman Bang: De fire Djævle (Sällskapet Bokvännerna, Sällskapet Bokvännernas bibliotek nr 34, ISSN 0347-8386, Stockholm 1957)
- Teckningar till Berömda tyska berättare (Folket i bild, 1959)